# Äl Jawala

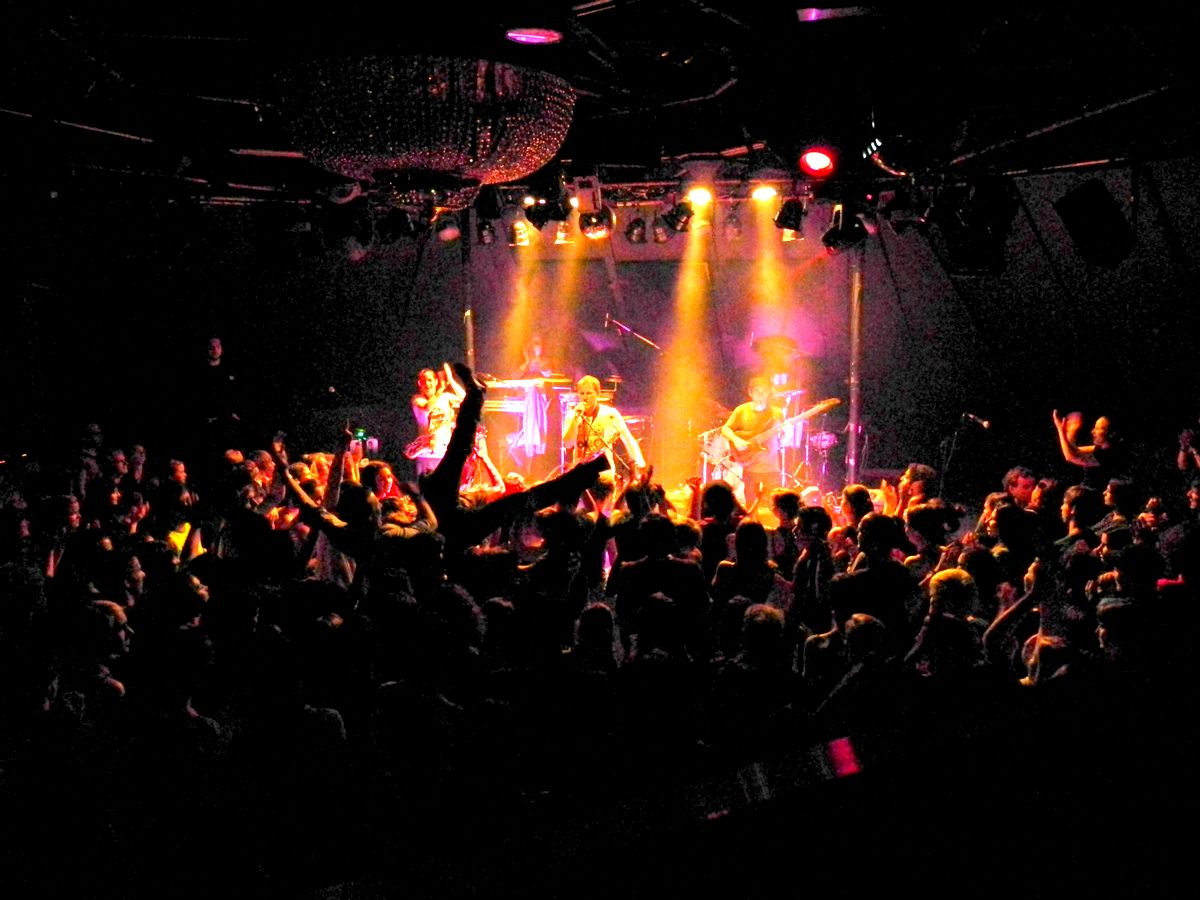
Äl Jawala live in der Kuppel, Basel, 2012

Äl Jawala [æl dʒa'væla], aus dem Arabischen, sinngemäß „die Reisenden“, „die Wanderer“, „Fahrendes Volk“, ist ein Freiburger Quintett, dessen Musikstil sich zwischen Balkan-Soul, Dance-Beat und Modern Klezmer bewegt.

## Geschichte
Äl Jawala begannen ihre Karriere 2000 als Quartett (noch ohne Bass). In den ersten Jahren tourten sie hauptsächlich als Straßenmusiker. Mit dem Bucovina Club von Balkan-Pop-DJ Shantel gaben sie 2005 Konzerte und traten 2007 mit dem No Smoking Orchestra von Emir Kusturica auf.
Die Gruppe tourte mit zahlreichen Konzerten auf Straßen und Festivals durch Mittel- und Osteuropa (Deutschland, Frankreich, Schweiz, Österreich bis Bulgarien), spielte zum Beispiel 2005 und 2006 beim Stufstockfestival in Vama Veche in Rumänien.
Äl Jawala wurde mit dem Kulturpreis der Stadt Emmendingen und dem Preis der Jury und Publikumspreis auf dem Creole-Festival für Weltmusik ausgezeichnet.

## Diskografie
- 2002: Urbanâtya (Jawa Records)
- 2004: BalkanBigBeatz – Live (House Master Records)
- 2005: Live at Jazzhaus Freiburg (Toca Records)
- 2008: Lost in Manele (Auftritt im Tollhaus Karlsruhe im Januar 2007, Jawa Records)
- 2009: Asphalt Pirate Radio (Soulfire Artists)
- 2011: The Asphalt Pirate Remixes (Downloadveröffentlichung, Soulfire Artists / Jawa Records)
- 2011: The Ride (Soulfire Artists / Jawa Records)
- 2012: Blast Your Ghetto Remixes (Jawa Records)
- 2013: Live (Enja Records)[2]
- 2014: Voodoo Rag / Satellite (Single, Jawa Records)[2]
- 2015: Road to Eldorado (Single, Jawa Records)[2]
- 2016: Hypnophonic (Jawa Records)
- 2018: Lovers (Jawa Records)
- 2022: I Way to Äl (Jawa Records)[3]